# 隐品碱

别隐品碱

隐品碱（也称为克利多平）是一种含氮有机化合物，化学式C
21H
23NO
5，属于阿片类生物碱，存在于蓟罂粟（Argemone mexicana）等罂粟科植物中。